# Кубок Святой Ядвиги из Новогрудка
Кубок Святой Ядвиги из Новогрудка — средневековый резной стеклянный кубок (стакан) относящийся к типу «кубок Ядвиги», найденный в 1960 году при раскопках в Малом замке в белорусском Новогрудке под руководством Фриды Давыдовны Гуревич. Находится в коллекции Государственного Эрмитажа, Санкт-Петербург.

## Значение
Всего известно 14 кубков типа «кубок Ядвиги» (Кубок Ядвиги). Подобные сосуды хранятся в соборах и музеях Польши, Германии, Нидерландов, Великобритании. Осколки спаянного дымчатого стекла, также найденного в Малом Замке, возможно, относятся ко второму подобному кубку.

## История
По преданию, эти кубки принадлежали жене герцога Силезии Святой Ядвиге, позже канонизированной, и вода в них превращалась в вино. Некоторые исследователи кубков этого типа связывают их появление в Европе с императором Священной Римской империи Оттоном II. По другой версии, кубок был подарком Миндовгу от византийского императора на его коронацию.
«Кубки Ядвиги» интересны высоким мастерством исполнения и считаются шедевром средневекового стеклоделия. По мнению современных западных исследователей, они имитируют более ранние фатимидские египетские кубки из горного хрусталя. Родиной кубков Ядвиги в разных работах называют Константинополь, Палермо или Левант. Связь со Святой Ядвигой, которая владела некоторыми из подобных кубков (что удачно доказывается экземплярами из Новогрудка), увеличила их популярность во всей Европе и способствовала сохранению части из них в соборах в качестве потиров и даже реликвариев, хотя изначально они предназначались для питья. 
Аналогичный кубок из коллекции Британского музея стал одним из героев известного в Англии цикла радиопередач «A History of the World in 100 Objects» — «Всемирная история в ста предметах (из коллекции Британского музея)» (англ.).
В сентябре 2022 года при содействии Белорусского географического общества и Государственного Эрмитажа в Новогрудок передали две полимерные копии кубка. Оригинал находится в Государственном Эрмитаже.

## Описание
Новогрудский кубок — толстостенный сосуд из дымчатого стекла, декорированный резьбой и шлифовкой. На стенках вырезаны фигуры льва, грифона и дерево жизни. Найден разбитым, некоторых частей не хватает.